# Targhe d'immatricolazione della California
Le targhe d'immatricolazione della California risalgono al 1905 quando lo stato americano impose ai cittadini di registrare i propri veicoli a motore e avere una targa, tuttavia la prima targa ufficiale dello stato fu utilizzata solo nel 1914. 
Attualmente bisogna avere sia la targa anteriore che posteriore.
Nel 1956, gli Stati Uniti e il Canada raggiunsero un accordo con l'Automobile Manufacturers Association che fissava la dimensione delle targhe a 6 pollici di altezza e 12 di larghezza (15,24 × 30,48 cm). La targa del 1956 fu la prima della California a soddisfare questi standard.

## Targhe dal 1914 al 1962
| Immagine | Data      | Design | Formato                                                                                             | Combinazione usate                                                                              | Etichetta di validità                     |
| -------- | --------- | --- | --------------------------------------------------------------------------------------------------- | ----------------------------------------------------------------------------------------------- | ----------------------------------------- |
|          | 1914      | Combinazione bianca su targhe rosse; "CAL" in bianco in verticale a sinistra della combinazione; "1914" in bianco in verticale a destra della combinazione                                                              | 123456 (numero di cifre variabile)                                                                  | Da 1 a 122009                                                                                   | Valide solo un anno                       |
|          | 1915      | Combinazione bianca su targhe gialle; "CAL" in bianco in verticale a sinistra della combinazione; "1915" in bianco in verticale a destra della combinazione                                                             | 123456 (numero di cifre variabile)                                                                  | Da 1 a 163557                                                                                   | Valide solo un anno                       |
|          | 1916-1919 | combinazione blu su targhe bianche; "CAL" in blu a sinistra della combinazione sotto l'etichetta di validità | 123456 (numero di cifre variabile)                                                                  | Da 1 a 599705                                                                                   | 1917 1918 1919                            |
|          | 1920      | Combinazione e contorno bianchi su targhe nere; "20" in bianco a sinistra della combinazione; "CAL" in bianco in verticale a destra della combinazione sotto "20"                                                       | 123-456 (numero di cifre variabile)                                                                 | Da 1 a 527-583                                                                                  | Valide solo un anno                       |
|          | 1921      | Combinazione e contorno neri su targhe gialle; "CAL" in nero in verticale a destra della combinazione; "21" in nero a destra della combinazione sotto "CAL"                                                             | 123-456 (numero di cifre variabile)                                                                 | Da 1 a 651-048                                                                                  | Valide solo un anno                       |
|          | 1922      | Combinazione e contorno blu su targhe bianche; "CAL" in blu in verticale a sinistra della combinazione; "22" in blu a destra della combinazione sotto "CAL"                                                             | 123456 (numero di cifre variabile)                                                                  | Da 1 a 2000, da 70001 a 881909                                                                  | Valide solo un anno                       |
|          | 1923      | Combinazione e contorno bianchi su targhe nere; "CAL23" in bianco in verticale a sinistra della combinazione con una stella bianca a separare la combinazione, oppure "CAL23" a separare la combinazione e senza stella | 123-456 (numero di cifre variabile)                                                                 | Da 1 a 20-00, da 73-739 a 999-999                                                               | Valide solo un anno                       |
|          | 1924      | Combinazione e contorno bianchi su targhe verdi; "CAL24" in bianco in verticale a sinistra della combinazione; su alcune targhe è presente una stella a destra di "CAL24"                                               | 1-234-567 (numero di cifre variabile)                                                               | Da 1 a 1-000-000 sulle targhe senza stella; da 1-050-001 a 1-196-289 sulle targhe con la stella | Valide solo un anno                       |
|          | 1925      | Combinazione e contorno neri su targhe gialle; "CAL25" in nero in verticale sia a destra che a sinistra delle combinazioni da 1 a 999, sulle altre al centro a dividere la combinazione                                 | 123-456, A-12-345 (numero di cifre variabile)                                                       | Da 1 a 999-999, da A-1 a E-99-999                                                               | Valide solo un anno                       |
|          | 1926      | Combinazione e contorno bianchi su targhe blu; "CAL26" in bianco in verticale sia a destra che a sinistra delle combinazioni da 1 a 999 e da A-1 a G-999, sulle altre al centro a dividere la combinazione              | 123-456, A-12-345 (numero di cifre variabile)                                                       | Da 1 a 999-999, da A-1 a G-78-475                                                               | Valide solo un anno                       |
|          | 1927      | Combinazione e contorno bianchi su targhe di colore rosso scuro; "19 CALIFORNIA 27" in bianco sotto la combinazione | 1-234-567 (numero di cifre variabile)                                                               | Da 1 a 1-856-637                                                                                | Valide solo un anno                       |
|          | 1928      | Combinazione e contorno gialli su targhe blu; "19 CALIFORNIA 28" in giallo sotto la combinazione | 1-234-567 (numero di cifre variabile)                                                               | Da 1 a 2-077-568                                                                                | Valide solo un anno                       |
|          | 1929      | Combinazione e contorno arancioni su targhe nere; "CAL 29" in arancione sotto la combinazione | 1A-23-45 (numero di cifre variabile; le lettere I, O e Q non furono utilizzate)                     | Da 1A-1 a 1A-999, da 1A-10-00 a 9A-99-99                                                        | Valide solo un anno                       |
|          | 1930      | Combinazione nera su targhe arancioni; "CAL 30" in nero sotto la combinazione | 1A-23-45 (numero di cifre variabile; le lettere I, O e Q non furono utilizzate)                     | Da 1A-1 a 1A-999, da 1A-10-00 a 9A-99-99, 1B-1 ecc.                                             | Valide solo un anno                       |
|          | 1931      | Combinazione arancione su targhe nere; "CAL 31" in arancione sotto la combinazione | 1A 23 45 (numero di cifre variabile; le lettere I, O e Q non furono utilizzate)                     | Da 1A 1 a 1A 999, da 1A 10 00 a 9A 99 99, 1B 1 ecc.                                             | Valide solo un anno                       |
|          | 1932      | Combinazione nera su targhe arancioni; "19 CALIFORNIA 32" in nero sotto la combinazione | 1A 23 45 (numero di cifre variabile; le lettere I, O e Q non furono utilizzate)                     | Da 1A 1 a 1A 999, da 1A 10 00 a 9A 99 99, 1B 1 ecc.                                             | Valide solo un anno                       |
|          | 1933      | Combinazione arancione su targhe nere; "19 CALIFORNIA 33" in arancione sotto la combinazione | 1A 23 45 (numero di cifre variabile; le lettere I, O e Q non furono utilizzate)                     | Da 1A 1 a 1A 999, da 1A 10 00 a 9A 99 99, 1B 1 ecc.                                             | Valide solo un anno                       |
|          | 1934      | Combinazione nera su targhe arancioni; "19 CALIFORNIA 34" in nero sopra la combinazione | 1A 23 45 (numero di cifre variabile; le lettere I, O e Q non furono utilizzate)                     | Da 1A 1 a 1A 999, da 1A 10 00 a 9A 99 99, 1B 1 ecc.                                             | Valide solo un anno                       |
|          | 1935      | Combinazione arancione su targhe nere; "19 CALIFORNIA 35" in arancione sopra la combinazione | 1A 23 45 (numero di cifre variabile; le lettere I, O e Q non furono utilizzate)                     | Da 1A 1 a 1A 999, da 1A 10 00 a 9A 99 99, 1B 1 ecc.                                             | Valide solo un anno                       |
|          | 1936      | Combinazione nera su targhe arancioni; "19 CALIFORNIA 36" in nero sotto la combinazione | 1A 23 45 (numero di cifre variabile; le lettere I e O non furono utilizzate)                        | Da 1A 1 a 1A 999, da 1A 10 00 a 9A 99 99, 1B 1 ecc.                                             | Valide solo un anno                       |
|          | 1937      | Combinazione arancione su targhe nere; "19 CALIFORNIA 37" in arancione sotto la combinazione | 1A 23 45 (numero di cifre variabile; le lettere I e O non furono utilizzate)                        | Da 1A 1 a 1A 999, da 1A 10 00 a 9A 99 99, 1B 1 ecc.                                             | Valide solo un anno                       |
|          | 1938      | Combinazione nera su targhe gialle; "CAL 1938" in nero sopra la combinazione | 1A 23 45 (numero di cifre variabile; le lettere I e O non furono utilizzate)                        | Da 1A 1 a 1A 999, da 1A 10 00 a 9A 99 99, 1B 1 ecc.                                             | Valide solo un anno                       |
|          | 1939      | Combinazione gialla su targhe blu; "CALIFORNIA WORLD'S FAIR 39" in giallo sopra la combinazione | 1A 23 45 (numero di cifre variabile; le lettere I e O non furono utilizzate)                        | Da 1A 1 a 1A 999, da 1A 10 00 a 9A 99 99, 1B 1 ecc.                                             | Valide solo un anno                       |
|          | 1940      | Combinazione nera su targhe gialle; "19 CALIFORNIA 40" in nero sopra la combinazione | 1A 23 45 (numero di cifre variabile; le lettere I e O non furono utilizzate)                        | Da 1A 101 a 1A 999, da 1A 10 00 a 9A 99 99, 1B 101 ecc.                                         | Valide solo un anno                       |
|          | 1941-1944 | Combinazione gialla su targhe nere; "19 CALIFORNIA 41" in giallo sopra la combinazione | 12 A 345, 1A 23 45 (le lettere I e O non furono utilizzate)                                         | Da 01 A 101 a 99 Z 999, da 1A 101 a 9Z 99 99                                                    | 1942 - 1943 - 1944 -                      |
|          | 1945-1946 | Combinazione bianca su targhe nere; "CAL 45" in nero dentro una fascia bianca sopra la combinazione | 1A 23 45, 12 A 345 (le lettere I, O e Q non furono utilizzate)                                      | Da 1B 101 a 21 X 227                                                                            | 1946 -                                    |
|          | 1947-1950 | Combinazione nera su targhe gialle; "19 CALIFORNIA 47" in nero sopra la combinazione | 1A 23 45, 12 A 345 (le lettere I, O e Q non furono utilizzate)                                      | Da 1Y 101 a 8Y 962                                                                              | 1948 - 1949 - 1950 -                      |
|          | 1951-1955 | Combinazione gialla su targhe nere; "19 CALIFORNIA 51" in giallo sotto la combinazione | 1A 123 - 1B 2 345, 1A 23 456 (le lettere I, O e Q non furono utilizzate, ma la Q fu usata nel 1955) | Da 1A 001 a 9Z 9 999 da 1A 10 001 a 9Z 99 999                                                   | 1952 - 1953 - 1954 - 1955 -               |
|          | 1956-1962 | Combinazione nera su targhe gialle; "CALIFORNIA" in nero sopra la combinazione, "56" in giallo dentro una fascia nera sopra la combinazione                                                                             | ABC 123 (le lettere I, O e Q non furono utilizzate)                                                 | Da AAA 000 a YRT 365                                                                            | 1957 - 1958 - 1959 - 1960 - 1961 - 1962 - |

### Targhe dal 1963
Tutte le targhe prodotte dal 1963 sono ancora oggi valide
| Immagine | Data      | Design | Formato                                                                                  | Combinazioni usate                        | Informazioni                                                                                   |
| -------- | --------- | --- | ---------------------------------------------------------------------------------------- | ----------------------------------------- | ---------------------------------------------------------------------------------------------- |
|          | 1963-1969 | Combinazione gialla su targhe nere; "CALIFORNIA" in giallo sopra la combinazione                                                                                       | ABC 123 (la I, O e Q non furono utilizzate come terza lettera)                           | Da AAA 000 a ZZY 999                      | Queste targhe sono ancora prodotte su richiesta per i veicoli fabbricati tra il 1963 e il 1969 |
|          | 1969-1982 | Combinazione gialla su targhe blu; "CALIFORNIA" in giallo sopra la combinazione                                                                                        | 123 ABC fino al 1980, poi 1ABC234 (la I, O e Q non furono utilizzate come prima lettera) | Da 000 AAA a 999 ZZZ Da 1AAA000 a 1SWC463 |                                                                                                |
|          | 1982-1987 | Combinazione blu su targhe bianche; "CALIFORNIA" in arancione sopra la combinazione su un tramonto come sfondo; "The Golden State" in arancione sotto la combinazione  | 1ABC234 (la I, la O e la Q non furono utilizzate come prima e terza lettera)             | Da 2AAA000 a 2GPZ999                      | Nel 1983 vinse il premio come targa dell'anno                                                  |
|          | 1987-1993 | Combinazione di colore blu scuro su targhe bianche; "CALIFORNIA" in rosso sopra la combinazione                                                                        | 1ABC234 (la I, la O e la Q non furono utilizzate come prima e terza lettera)             | Da 2GQA000 a 3FMG784                      |                                                                                                |
|          | 1994-1998 | Combinazione di colore blu scuro su targhe bianche; "California" in rosso in corsivo sopra la combinazione                                                             | 1ABC234 (la I, la O e la Q non furono utilizzate come prima e terza lettera)             | Da 3GAA000 a 3XZZ999                      |                                                                                                |
|          | 1998-2000 | Combinazione di colore blu scuro su targhe bianche; "California" in rosso in corsivo sopra la combinazione; "SEQUICENTENNIAL-150 YEARS" in rosso sotto la combinazione | 1ABC234 (la I, la O e la Q non furono utilizzate come prima e terza lettera)             | Da 4AAA000 a 4NOZ999                      |                                                                                                |
|          | 2000-2011 | Combinazione di colore blu scuro su targhe bianche; "California" in rosso in corsivo sopra la combinazione                                                             | 1ABC234 (la I, la O e la Q non furono utilizzate come prima e terza lettera)             | Da 4NPA000 a 6TPV999                      | Identiche alle targhe del 1994                                                                 |
|          | Dal 2011  | Combinazione di colore blu scuro su targhe bianche; "California" in rosso in corsivo sopra la combinazione; "dmc.ca.gov" in rosso sotto la combinazione                | 1ABC234 (la I, la O e la Q non furono utilizzate come prima e terza lettera)             | Da 6TPW000                                |                                                                                                |